# بخش چاتهام (شهرستان مدینه، اوهایو)
بخش چاتهام (به انگلیسی: Chatham Township) یک منطقهٔ مسکونی در ایالات متحده آمریکا است که در شهرستان مدینا، اوهایو واقع شده‌است.
 بخش چاتهام ۶۸٫۳ کیلومتر مربع مساحت و ۲٬۱۵۸ نفر جمعیت دارد و ۳۴۳ متر بالاتر از سطح دریا واقع شده‌است.